# Carlos Gallardo (piłkarz)
Carlos Eduardo Gallardo Nájera (ur. 8 kwietnia 1984 w Gwatemali) – piłkarz gwatemalski grający na pozycji środkowego obrońcy.

## Kariera klubowa
Karierę piłkarską Gallardo rozpoczął w klubie CSD Comunicaciones z miasta Gwatemala. W 2005 roku zadebiutował w jego barwach w pierwszej lidze gwatemalskiej. Po roku gry w Comunicaciones przeszedł do drużyny Deportivo Jalapa. W 2007 roku wywalczył z nim mistrzostwo fazy Apertura. W 2008 roku wrócił do CSD Comunicaciones. W sezonie 2010/2011 został mistrzem fazy Apertura oraz Clausura.
| Sezon     | Klub               | Kraj      | Rozgrywki     | Mecze | Bramki |
| --------- | ------------------ | --------- | ------------- | ----- | ------ |
| 2005/2006 | CSD Comunicaciones | Gwatemala | Liga Nacional | 8     | 0      |
| 2006/2007 | Deportivo Jalapa   | Gwatemala | Liga Nacional | 34    | 1      |
| 2007/2008 | Deportivo Jalapa   | Gwatemala | Liga Nacional | 35    | 1      |
| 2008/2009 | CSD Comunicaciones | Gwatemala | Liga Nacional | 30    | 1      |
| 2009/2010 | CSD Comunicaciones | Gwatemala | Liga Nacional | 28    | 1      |
| 2010/2011 | CSD Comunicaciones | Gwatemala | Liga Nacional |       |        |

## Kariera reprezentacyjna
W reprezentacji Gwatemali Gallardo zadebiutował 23 kwietnia 2008 roku w wygranym 1:0 towarzyskim spotkaniu z Haiti. W 2011 roku został powołany do kadry na Złoty Puchar CONCACAF 2011.